# St. Johannes Evangelist (Gernsdorf)

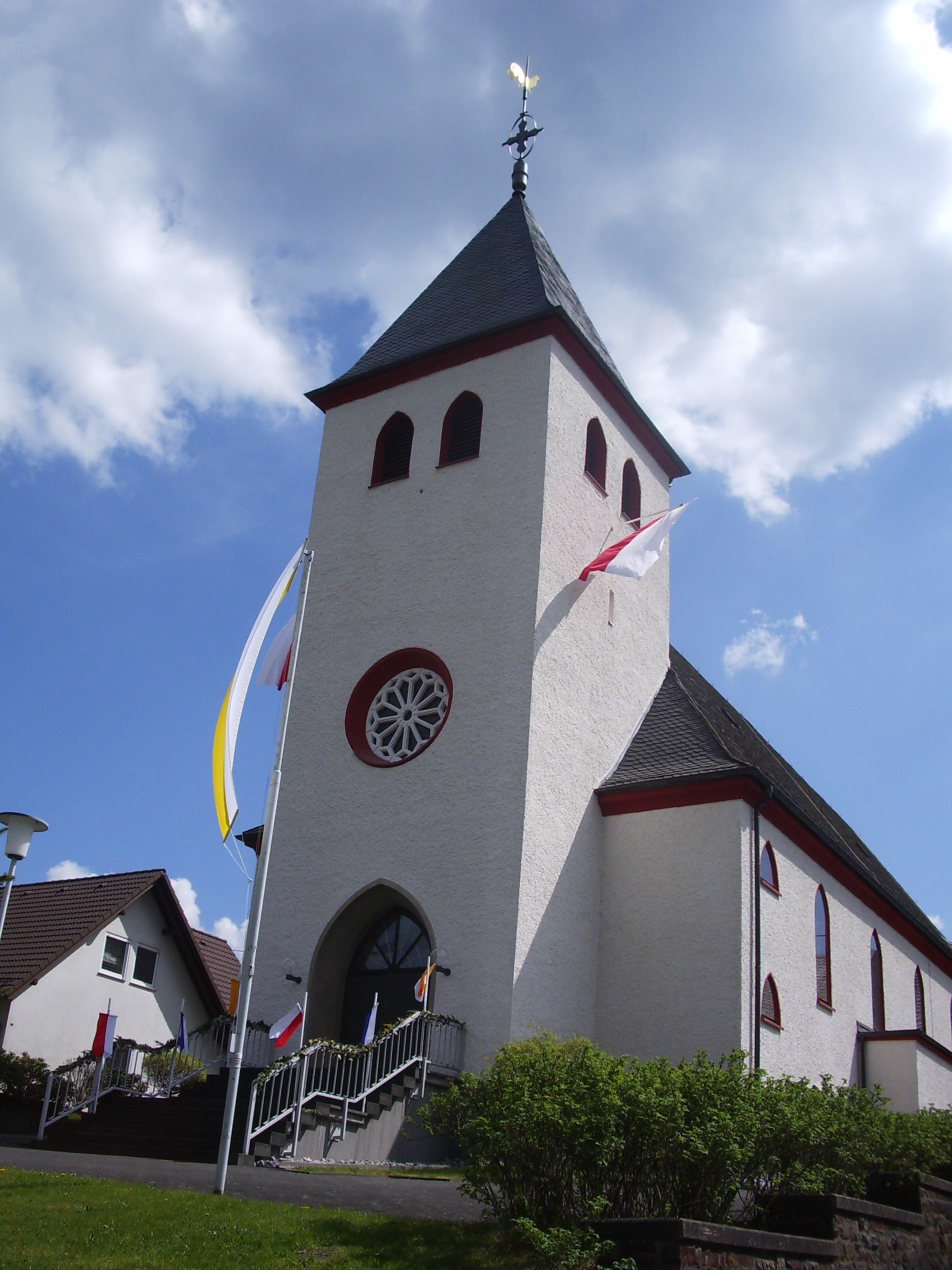
Kirche in Gernsdorf – Blick von Nordwesten

Die römisch-katholische Kirche St. Johannes Evangelist ist ein ortsbildprägendes Kirchengebäude in Gernsdorf, einem Ortsteil der Gemeinde Wilnsdorf im Kreis Siegen-Wittgenstein (Nordrhein-Westfalen). Die katholische Pfarrvikarie St. Johannes Evangelist Gernsdorf gehört zum Pastoralverbund Südliches Siegerland. Der Pastoralverbund gehört zum Dekanat Siegen im südlichsten Teil des Erzbistums Paderborn. Von den ca. 1.440 Einwohnern Gernsdorfs sind ungefähr 740 Personen römisch-katholische Christen.

## Geschichte

### Vorgeschichte der Kapellengemeinde St. Johannes bis 1946

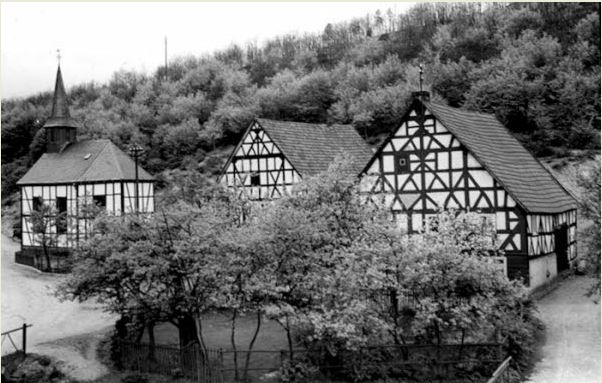
St. Johannes Kapelle Gernsdorf (erbaut 1856)

Im Jahr 1300 wurde der Ort Gernsdorf erstmals urkundlich erwähnt. 152 Jahre später (1452) führt die Kirchenrechnung aus Irmgarteichen Einkünfte aus Gernsdorf auf. Im Jahr 1504 bezahlt die Gernsdorfer Gemeinde Abgaben an den Marienaltar der St. Martin-Kirche in Siegen und im Jahr 1561 wird die, deutlich ältere, baufällige Gernsdorfer Kapelle nach einer Visitation (Untersuchung) des Irmgarteicher Pfarrers erwähnt. Zitat: „[...] die Kapellen in Gernsdorf und Rudersdorf verfielen ganz [...]“. Einige Jahre später, 1577, besitzt die Gernsdorfer Kapelle laut Rechnungsbuch des Irmgarteicher Pfarrers 11 Gulden Hauptgeld sowie ein Feld am Hasenberg im Wert von 6 Gulden. Im Jahr darauf beschwert sich der Irmgarteicher Pfarrer das die Gernsdorfer ihrer Abgabenpflicht für die Bedienung der Kapelle nicht nachkämen. Da die alte Kapelle aus dem 15. Jahrhundert bei einem Großbrand im Dorf zerstört wurde, errichteten die Gernsdorfer Anno 1814 eine neue Kapelle die bereits 1856 zu Gunsten des Neubaus der Kapelle am Hasenberg aufgegeben wurde. Sie war für die wachsende Einwohnerzahl nicht ausreichend.

### Geschichte der Kirchengemeinde (Pfarrvikarie) von 1946 bis heute

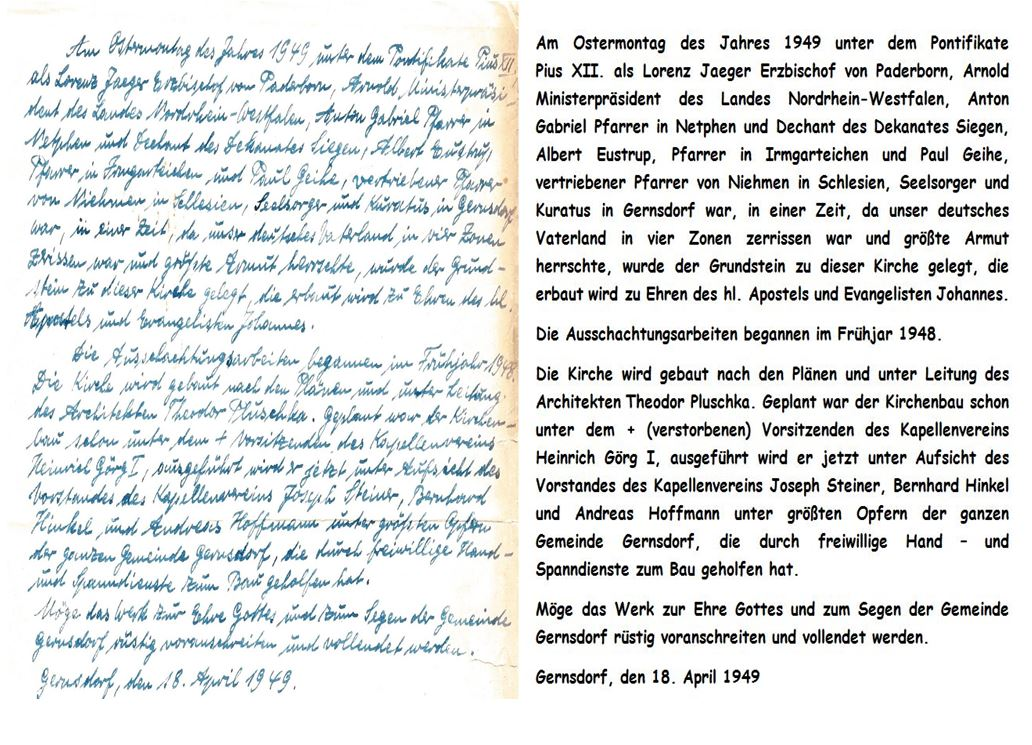

Im Jahr 1946 wurde Pfarrer Paul Geihe, aus Schlesien, Pastor in Gernsdorf. Er ist es auch, der den Anstoß für den Kirchenbau nach dem Zweiten Weltkrieg, gibt. Der erste Spatenstich durch Pfarrer Geihe fand am 28. April 1948 statt die Grundsteinlegung am 18. April 1949. Nach 3 Baujahren, und insgesamt 36.268 Baustunden (davon 10.000 Stunden Nachtarbeit im Scheinwerferlicht), fast ausschließlich in ehrenamtlicher Tätigkeit der Dorfbewohner, wurde die Kirche am 10. Juni 1951 durch den damaligen Erzbischof von Paderborn, den späteren Kardinal Lorenz Jaeger geweiht und der Gemeinde zur Nutzung übergeben. Bereits 15 Jahre später (1966) fand die erste Renovierung und Anschaffung einer neuen Kirchenorgel statt. Im Jahr 1975 wurde die Kirche nach den Vorgaben des Zweiten Vatikanischen Konzils umgestaltet. Es erfolgte außerdem der Anbau der Sakristei und der Einbau einer neuen Heizung. Der neue Altar wurde 1982 durch den Paderborner Weihbischof Leo Drewes geweiht. Im Jahr 1987 erfolgte der Neubau des Kindergartens St. Johannes in Gernsdorf und sechs Jahre später (1993) die Erneuerung des Innenanstrichs in der Kirche. Im Jahr 1995 wurde das Pfarrheim St. Johannes gebaut. Eine umfassende Außenrenovierung der Kirche (Außenanstrich / Dachsanierung) erfolgte im Jahr 2009. Seit dem Jahr 2013 laufen die Planungen zur umfassenden Innenrenovierung der Kirche, die am 23. Juli 2017 beendet wurde.

## Architektur und Ausstattung
Die Kirche St. Johannes Ev. in Wilnsdorf-Gernsdorf ist kurz nach Ende des Zweiten Weltkriegs, weitgehend in Eigenleistung der Bevölkerung, nach Entwürfen des Architekten Theodor Pluschka errichtet worden und gilt als erster Nachkriegs-Kirchenneubau im Siegerland. Die großräumige Saalkirche besitzt 18 spitzbogige Fenster und ein entsprechendes Rundfenster im Turm. Das Hauptportal in Sandsteinoptik befindet sich im Turm, dessen pyramidenförmiger Schieferhelm von einem Kreuz und einem vergoldeten Wetterhahn gekrönt ist. Der Außenanstrich ist weiß, die Fensterumrandungen sind rot abgesetzt.

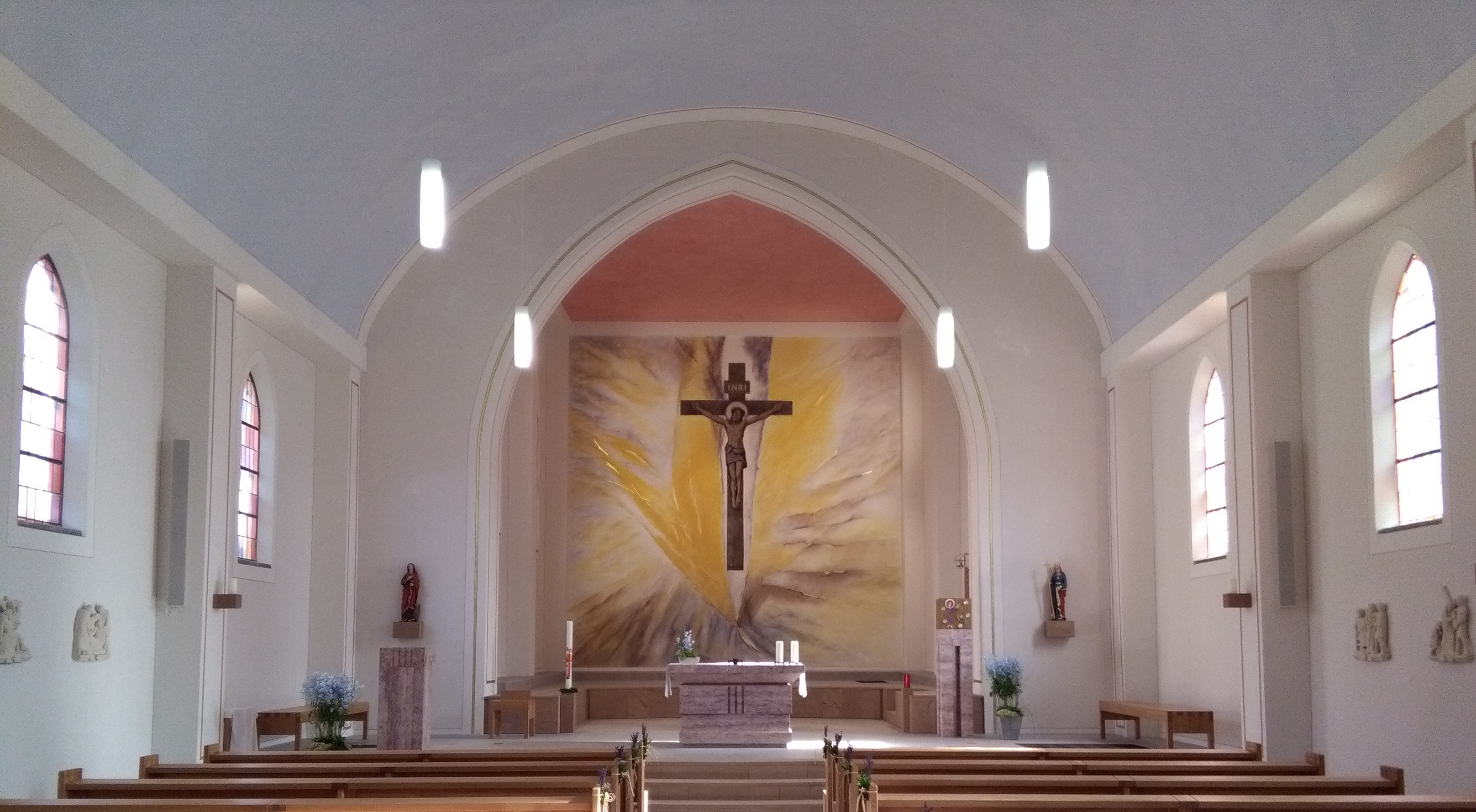
Altarraum Innenansicht 2017

Den weißen Innenraum teilen gemauerte Wandpfeiler in fünf Joche. An den Wandpfeilern befinden sich rote Fassungen, als Betonungen, anstelle von Kapitellen. Über den Wandpfeilern wölbt sich ein Tonnengewölbe mit aufgemalter hellblauer Marmorierung. Der Chorraum, der nach der Renovierung im Jahr 2017 als Taufkapelle genutzt wird, ist vom Langhaus durch einen Rundbogen mit einem offenen, neugotischen Stichbogen getrennt. Die Kirche bietet im Langhaus und auf der Orgelempore insgesamt ca. 220 Sitzplätze.
Auf der Rückwand des Chorraumes zeigt eine aus der Erbauungszeit stammende Monumentalstuckausmalung die Kreuzigung Christi. Diese Kreuzigungsszene wird durch eine nicht gegenständliche Hintermalung der Künstlerin Marie-Luise Dähne in einen neuen Zusammenhang gesetzt und versinnbildlicht nun den österlichen Gedanken der Erlösung. Die Tabernakel-Stele, der Altar, der Ambo und der neue Taufstein wurden, nach Entfernung des Hochaltars im Zuge des Zweiten Vatikanischen Konzils, aus gebürstetem Rosso-Marmor gefertigt. Den Tabernakel ziert an der Vorderseite die Szene der wunderbaren Brotvermehrung, Jesus Christus mit Fischen (Messingeinlegearbeiten) und fünf Broten (Bergkristall).
Zur weiteren Ausstattung gehören neugotische Figuren des Hl. Johannes Evangelist und der Hl. Helena, die Teile des ehemaligen Hochaltares, der alten Gernsdorfer Johannes-Kapelle waren. Diese Figuren befinden sich auf der linken und der rechten Seite des Altarraumes.
Zwei barocke Statuen des Hl. Johannes Evangelist und der Gottesmutter Maria aus dem frühen 18. Jahrhundert (Mainzische Arbeit) flankieren den Haupteingang im hinteren Teil der Kirche und sind in räumlicher Nähe zum Andachtsraum positioniert, der auch bei geschlossener Kirche einen täglichen Zugang zum Gotteshaus und damit der persönlichen Andacht gewährleistet. 
Die vier Fenster des Chorraumes stammen vom Künstler E. Gaiser aus dem Jahr 1949 und zeigen Elemente der Dreifaltigkeit (Das Auge Gottes, Taube als Symbol für den Hl. Geist, Kreuz für Christus sowie die Symbole Alpha und Omega).
Die Orgel aus dem Jahr 1966 befindet sich auf der Empore gegenüber dem Altarraum.
Die drei Glocken der Kirche stammen aus dem Jahr 1957 und tragen die Namen:
- Hl. Johannes (Trauerglocke)
- Hl. Maria (Glocke zum Angelus-Gebet 3 × täglich)
- Hl. Paulus (Glocke zur Wandlung)

An allen Sonn und Feiertagen bzw. vor den Hl. Messen läuten alle drei Glocken gemeinsam.